# Miriam Nesbitt
Miriam Nesbitt, all'anagrafe Miriam Schanke o Skanke, (Chicago, 14 settembre 1873 – Hollywood, 11 agosto 1954), è stata un'attrice statunitense teatrale e cinematografica.

## Biografia
Nata Miriam Schanke o Skanke in Illinois, studiò recitazione alla Stanhope-Wheatcroft Dramatic School. A teatro, fu protagonista in The Tree of Knowledge di Daniel Frohman, prendendo il nome di Miriam Nesbitt. Nei primi anni del Novecento, apparve numerose volte sui palcoscenici di Broadway.
Il suo debutto sullo schermo risale al 1908: a 35 anni girò per la Edison Saved by Love, un cortometraggio diretto da Edwin S. Porter che aveva come protagonista Florence Turner. La sua carriera cinematografica conta 120 film. Uno dei suoi partner preferiti alla Edison era l'attore australiano Marc McDermott che Miriam sposò il 20 aprile 1916. McDermott morì a 47 anni, nel 1929, di cirrosi epatica durante un'operazione chirurgica.
L'attrice si era ritirata dallo schermo nel 1917. Il suo ultimo film, Builders of Castles, in cui è protagonista accanto al marito, fu diretto da Ben Turbett per la Edison.
Morì l'11 agosto 1954 a Hollywood all'età di 80 anni; ne avrebbe compiuti 81 circa un mese dopo.

## Filmografia (parziale)
- Saved by Love, regia di Edwin S. Porter – cortometraggio (1908)
- Pigs Is Pigs – cortometraggio (1910)
- The Rajah, regia di J. Searle Dawley  – cortometraggio (1911)
- Monsieur – cortometraggio (1911)
- How Spriggins Took Lodgers – cortometraggio (1911)
- Turned to the Wall – cortometraggio (1911)
- The Child and the Tramp, regia di Bannister Merwin – cortometraggio (1911)
- Aida, regia di Oscar Apfel e J. Searle Dawley – cortometraggio (1911)
- Edna's Imprisonment – cortometraggio (1911)
- Captain Nell, regia di Edwin S. Porter – cortometraggio (1911)
- Hearts and Flags – cortometraggio (1911)
- The Niece and the Chorus Lady – cortometraggio (1911)
- A Lesson Learned – cortometraggio (1911)
- His Misjudgment – cortometraggio (1911)
- The Price of a Man – cortometraggio (1911)
- The Minute Man, regia di Oscar Apfel – cortometraggio (1911)
- The New Church Carpet – cortometraggio (1911)
- Bob and Rowdy – cortometraggio (1911)
- The Unfinished Letter – cortometraggio (1911)
- Friday the 13th – cortometraggio (1911)
- The Winds of Fate – cortometraggio (1911)
- Captain Barnacle's Baby, regia di Van Dyke Brooke – cortometraggio (1911)
- The Question Mark - non confermata (1911)
- Then You'll Remember Me, regia di Oscar C. Apfel (1911)
- Betty's Buttons, regia di Bannister Merwin (1911)
- The Declaration of Independence, regia di J. Searle Dawley (1911)
- The Three Musketeers: Part 1, regia di J. Searle Dawley (1911)
- The Three Musketeers: Part 2, regia di J. Searle Dawley (1911)
- Mary's Masquerade, regia di Bannister Merwin (1911)
- How Mrs. Murray Saved the American Army, regia di J. Searle Dawley (1911)
- An Old Sweetheart of Mine, regia di Bannister Merwin (1911)
- An Island Comedy, regia di Ashley Miller (1911)
- The Reform Candidate (1911)
- The Girl and the Motor Boat, regia di Ashley Miller (1911)
- The Ghost's Warning, regia di Ashley Miller (1911)
- The Story of the Indian Ledge, regia di Ashley Miller (1911)
- Home, regia di Oscar Apfel (1911)
- A Man for All That, regia di Oscar Apfel (1911)
- The Awakening of John Bond, regia di Oscar Apfel e Charles Brabin (1911)
- Eleanor Cuyler (1912)
- Jack and the Beanstalk, regia di J. Searle Dawley (1912)
- The Little Organist – cortometraggio (1912)
- The Jewels (1912)
- Mother and Daughters (1912)
- The Corsican Brothers, regia di Oscar Apfel e J. Searle Dawley (1912)
- Children Who Labor, regia (non accreditato) Ashley Miller (1912)
- My Double and How He Undid Me, regia di Ashley Miller (1912)
- The Heir Apparent, regia di Oscar Apfel (1912)
- Her Face (1912)
- The Boss of Lumber Camp Number Four, regia di Oscar Apfel (1912)
- The Guilty Party, regia di Oscar Apfel (1912)
- The Bank President's Son, regia di Oscar Apfel (1912)
- A Romance of the Ice Fields, regia di Oscar Apfel (1912)
- The Artist and the Brain Specialist, regia di C.J. Williams (1912)
- The Sunset Gun, regia di Bannister Merwin (1912)
- Jim's Wife (1912)
- The High Cost of Living  (1912)
- Martin Chuzzlewit, regia di Oscar Apfel e J. Searle Dawley (1912)
- A Man in the Making, regia di Ashley Miller (1912)
- The Passer-By, regia di Oscar Apfel (1912)
- The Close of the American Revolution (1912)
- Nerves and the Man, regia di Ashley Miller (1912)
- The Little Artist of the Market (1912)
- What Happened to Mary?, regia di Charles Brabin - serial (1912)
- The Lord and the Peasant, regia di J. Searle Dawley (1912)
- Helping John, regia di Bannister Merwin (1912)
- The Boy and the Girl, regia di Ashley Miller (1912)
- The Foundling, regia di Ashley Miller (1912)
- A Suffragette in Spite of Himself, regia di Ashley Miller (1912)
- A Letter to the Princess, regia di Ashley Miller (1912)
- The New Squire, regia di Ashley Miller (1912)
- Nebbia (Fog), regia di Ashley Miller (1912)
- Lady Clare, regia di Ashley Miller (1912)
- A Clue to Her Parentage, regia di J. Searle Dawley (1912)
- He Swore Off Smoking, regia di Ashley Miller (1912)
- The New Day's Dawn, regia di Harold M. Shaw (1913)
- Leonie
- The Ambassador's Daughter, regia di Charles Brabin (1913)
- The Princess and the Man, regia di Charles Brabin (1913)
- The Will of the People, regia di George Lessey (1913)
- A Youthful Knight, regia di Walter Edwin (1913)
- The Portrait, regia di George Lessey (1913)
- The Man Who Wouldn't Marry, regia di Walter Edwin (1913)
- The Heart of Valeska, regia di Ashley Miller (1913)
- A Concerto for the Violin, regia di Charles Brabin (1913)
- While John Bolt Slept, regia di Charles Brabin (1913)
- Mary Stuart, regia di Walter Edwin (1913)
- Who Will Marry Mary?, regia di Walter Edwin - serial (1913)
- The Coast Guard's Sister, regia di Charles J. Brabin (1913)
- The Pied Piper of Hamelin, regia di George Lessey (1913)
- Flood Tide, regia di Charles Brabin (1913)
- Keepers of the Flock, regia di Charles Brabin (1913)
- The Desperate Condition of Mr. Boggs, regia di Walter Edwin (1913)
- The Stroke of the Phoebus Eight, regia di Charles Brabin (1913)
- A Daughter of Romany, regia di Charles Brabin (1913)
- The Foreman's Treachery, regia di Charles Brabin (1913)
- The Doctor's Duty, regia di George Lessey (1913)
- The Stolen Plans, regia di Charles Brabin (1913)
- The Antique Brooch, regia di Charles Brabin – cortometraggio (1914)
- Stanton's Last Fling, regia di Charles M. Seay – cortometraggio
- The Necklace of Rameses, regia di Charles Brabin – cortometraggio (1914)
- The Active Life of Dolly of the Dailies, regia di Walter Edwin - serial (1914)
- Sophia's Imaginary Visitors, regia di Walter Edwin – cortometraggio (1914)
- The Drama of Heyville, regia di Ashley Miller – cortometraggio (1914)
- The Price of the Necklace, regia di Charles Brabin – cortometraggio  (1914)
- The Man Who Disappeared, regia di Charles Brabin - serial (1914)
- The Black Mask, regia di Charles Brabin – cortometraggio (1914)
- A Question of Hats and Gowns – cortometraggio (1914)
- A Hunted Animal, regia di Charles Brabin – cortometraggio (1914)
- When East Met West in Boston, regia di Walter Edwin – cortometraggio (1914)
- The Double Cross, regia di Charles Brabin – cortometraggio (1914)
- The Coward and the Man, regia di Ashley Miller – cortometraggio (1914)
- The Light on the Wall, regia di Charles Brabin – cortometraggio (1914)
- With His Hands, regia di Charles Brabin – cortometraggio (1914)
- The Tango in Tuckerville – cortometraggio (1914)
- The Gap, regia di Charles Brabin – cortometraggio (1914)
- Face to Face, regia di Charles Brabin – cortometraggio (1914)
- A Matter of Minutes, regia di Charles Brabin – cortometraggio (1914)
- The Living Dead, regia di Charles Brabin – cortometraggio (1914)
- The Adventure of the Pickpocket, regia di Charles M. Seay – cortometraggio (1914)
- By the Aid of a Film, regia di Charles Brabin – cortometraggio (1914)
- The Long Way, regia di Charles Brabin – cortometraggio (1914)
- On the Isle of Sarne, regia di Richard Ridgely – cortometraggio (1914)
- The Pines of Lorey – cortometraggio (1914)
- The King's Move in the City, regia di Charles Brabin – cortometraggio (1914)
- The Colonel of the Red Hussars, regia di Richard Ridgely – cortometraggio (1914)
- The Premature Compromise, regia di Charles Brabin – cortometraggio (1914)

- Lena, regia di Charles M. Seay (1915)
- Oh! Where Is My Wandering Boy Tonight, regia di John H. Collins (1915)
- The Glory of Clementina, regia di Ashley Miller – cortometraggio (1915)
- The Portrait in the Attic, regia di John H. Collins (1915)
- The Master Mummer (1915)
- A Theft in the Dark, regia di Charles J. Brabin (1915)
- Killed Against Orders, regia di Langdon West (1915)
- A Woman's Revenge, regia di Langdon West (1915)
- Her Proper Place, regia di Langdon West (1915)
- Sally Castleton, Southerner, regia di Langdon West (1915)
- Was It Her Duty? (1915)
- The Way Back, regia di Carlton King (1915)
- Life's Pitfalls, regia di George Ridgwell (1915)
- The Catspaw, regia di George A. Wright (1916)
- The Last Sentence
- Infidelity, regia di Ashley Miller (1917)
- Builders of Castles, regia di Ben Turbett (1917)